# Eparchia di Kalyan
L'eparchia di Kalyan (in latino Eparchia Callianensis) è una sede della Chiesa cattolica siro-malabarese in India suffraganea dell'arcidiocesi di Bombay. Nel 2021 contava 66.900 battezzati. È retta dall'eparca Thomas Elavanal, M.C.B.S.

## Territorio
L'eparchia ha giurisdizione sui fedeli della Chiesa cattolica siro-malabarese nelle divisioni di Konkan, Pune e Nashik nello stato del Maharashtra in India. L'eparchia insiste sul medesimo territorio delle sedi latine di Bombay, Nashik, Poona, Vasai e Sindhudurg.
Sede eparchiale è la città di Kalyan, dove si trova la cattedrale di San Tommaso.
Il territorio è suddiviso in 101 parrocchie.

## Storia
L'eparchia è stata eretta il 30 aprile 1988 con la bolla Pro Christifidelibus di papa Giovanni Paolo II.

## Cronotassi dei vescovi
Si omettono i periodi di sede vacante non superiori ai 2 anni o non storicamente accertati.
- Paul Chittilapilly † (30 aprile 1988 - 11 novembre 1996 nominato eparca di Thamarasserry)
- Thomas Elavanal, M.C.B.S., dall'11 novembre 1996

## Statistiche
L'eparchia nel 2021 contava 66.900 battezzati.
| anno | popolazione | popolazione | popolazione | presbiteri | presbiteri | presbiteri | presbiteri                | diaconi | religiosi | religiosi | parrocchie |
| anno | battezzati  | totale      | %           | numero     | secolari   | regolari   | battezzati per presbitero | diaconi | uomini    | donne     | parrocchie |
| ---- | ----------- | ----------- | ----------- | ---------- | ---------- | ---------- | ------------------------- | ------- | --------- | --------- | ---------- |
| 1990 | 100.000     | ?           | ?           | 34         | 14         | 20         | 2.941                     |         | 20        | 48        |            |
| 1999 | 100.000     | ?           | ?           | 106        | 36         | 70         | 943                       |         | 90        | 203       | 58         |
| 2000 | 100.000     | ?           | ?           | 108        | 35         | 73         | 925                       |         | 93        | 245       | 77         |
| 2001 | 100.000     | ?           | ?           | 112        | 36         | 76         | 892                       |         | 96        | 210       | 77         |
| 2002 | 100.000     | ?           | ?           | 122        | 37         | 85         | 819                       |         | 105       | 245       | 142        |
| 2003 | 100.000     | ?           | ?           | 135        | 37         | 98         | 740                       |         | 98        | 250       | 133        |
| 2004 | 100.000     | ?           | ?           | 132        | 42         | 90         | 757                       |         | 100       | 250       | 132        |
| 2006 | 100.000     | ?           | ?           | 146        | 51         | 95         | 684                       |         | 105       | 267       | 100        |
| 2009 | 100.000     | ?           | ?           | 141        | 54         | 87         | 709                       |         | 97        | 285       | 106        |
| 2011 | 85.000      | ?           | ?           | 178        | 132        | 46         | 477                       |         | 75        | 361       | 106        |
| 2013 | 85.000      | ?           | ?           | 173        | 65         | 108        | 491                       |         | 128       | 359       | 106        |
| 2016 | 65.000      | ?           | ?           | 180        | 70         | 110        | 361                       |         | 130       | 375       | 113        |
| 2019 | 65.499      | ?           | ?           | 195        | 92         | 103        | 335                       |         | 123       | 365       | 102        |
| 2021 | 66.900      | ?           | ?           | 176        | 73         | 103        | 380                       |         | 123       | 365       | 101        |